# Loggia del Bigallo
La loggia del Bigallo è un edificio storico del centro di Firenze, situato in piazza San Giovanni angolo via dei Calzaiuoli. Fa parte di un elegante complesso monumentale formato da un oratorio, del quale la “loggia” è il sagrato, e un attiguo edificio disposto su due piani la cui costruzione è avvenuta in più tempi. 
L'edificio è uno dei più singolari e importanti della città, sia per la storia che documenta sia per la sua struttura e decorazione, nella quale scultura, pittura e lavori in ferro concorrono con uguale dignità a determinare un'opera dal carattere unitario. Per questo appare nell'elenco redatto nel 1901 dalla Direzione Generale delle Antichità e Belle Arti, quale edificio monumentale da considerare patrimonio artistico nazionale.

## Storia

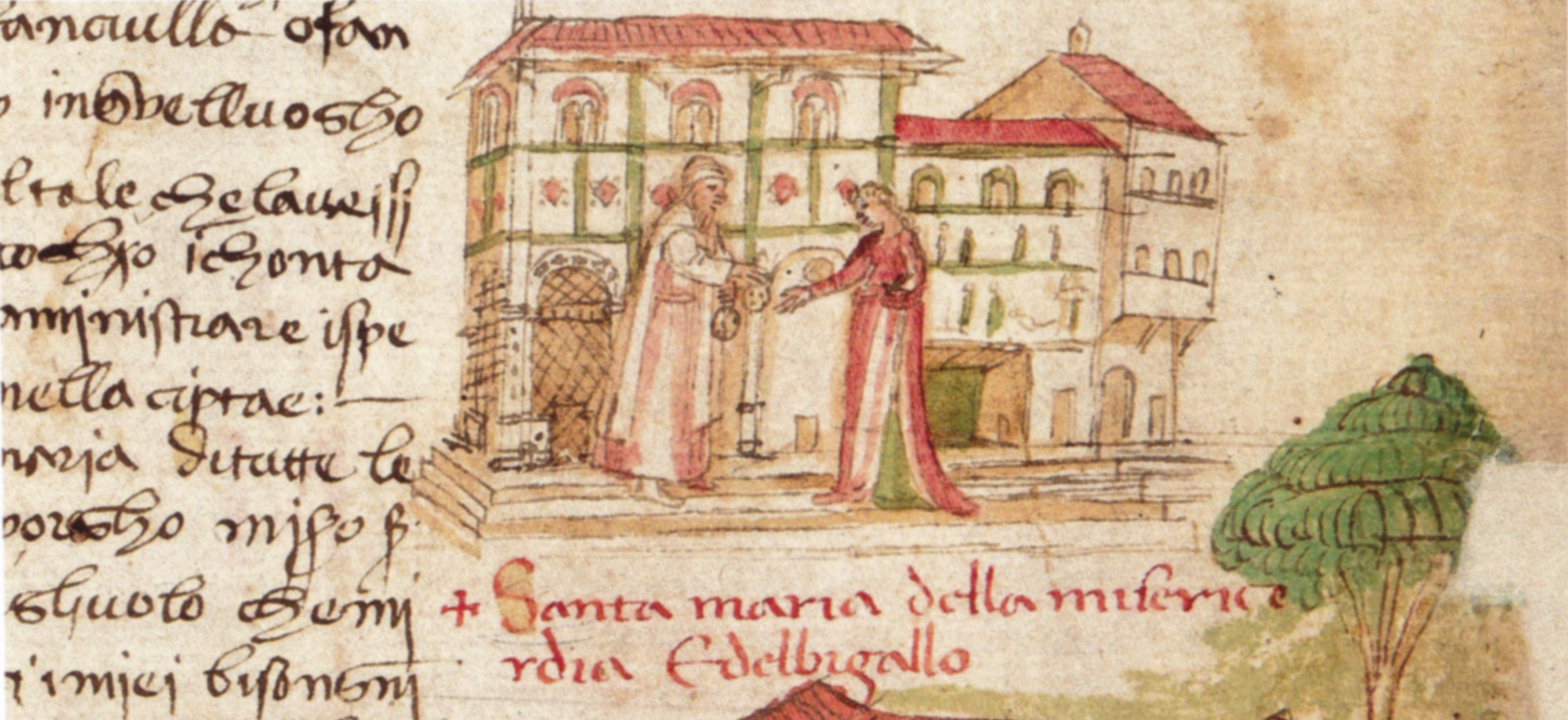
La loggia nel Codice Rustici al tempo dell'unione di Misericordia e Bigallo, 1450 ca.

Il nucleo più antico del complesso risale al 1321, quando i capitani della Compagnia della Misericordia acquisirono una casa e una torre dagli Adimari (la "torre del Guardamorto", così chiamata perché antistante i sarcofagi posti nella zona del battistero) per costruire la loro sede (quando la cattedrale era ancora in costruzione). Oratorio e loggia vennero aggiunti su commissione degli stessi capitani nel 1352-1360, dopo la terribile peste del 1348, quali luoghi di preghiera e di accoglienza, in particolare dei fanciulli orfani o abbandonati.

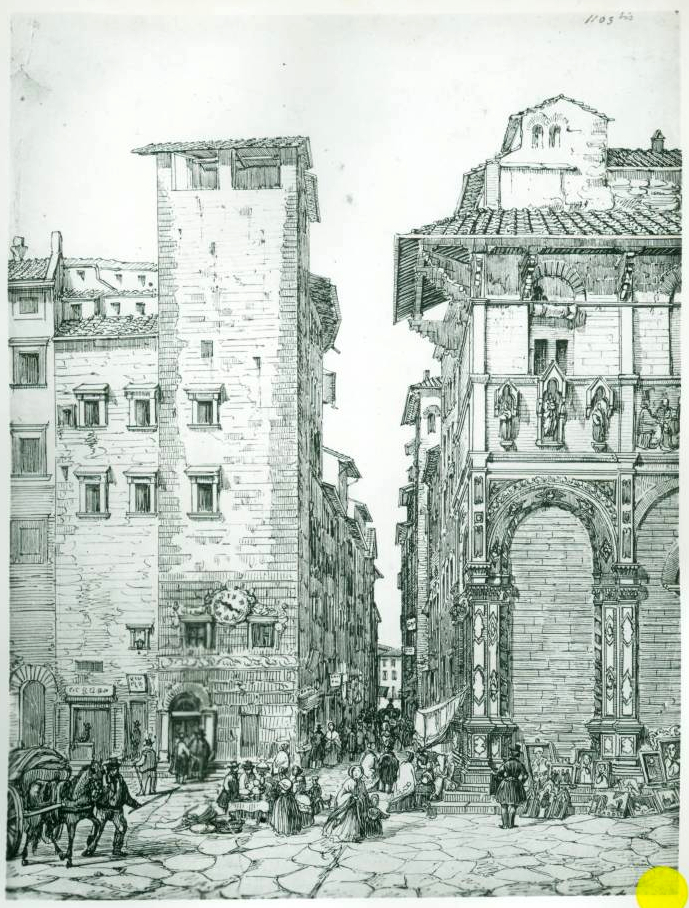
La loggia (a destra) con le arcate tamponate, verso il 1840 (prima dell'ampliamento di via Calzaiuoli)

Per quanto l'attribuzione non sia documentata, il complesso è solitamente riferito all'opera di Alberto Arnoldi, al tempo scultore e architetto capomastro di Santa Maria del Fiore, mentre insistentemente nell'Ottocento erano stati fatti i nomi di Nicola Pisano e di Arnolfo di Cambio. Sebbene edificata in pieno periodo gotico, la loggia presenta archi a tutto sesto, all'insegna di un classicismo "guelfo" che rifiutava gli archi acuti come nella "ghibellina" Siena, e che finì poi per ispirare le forme dell'architettura rinascimentale. Fin dal 1358 le arcate della loggia vennero chiuse da grate in ferro, mentre l'oratorio veniva decorato da affreschi di Nardo di Cione (oggi in parte perduti) e dalle sculture dello stesso Arnoldi, per l'altare interno. In quegli stessi anni, all’interno della sala di riunione dei Capitani all’epoca aperta su piazza San Giovanni, venne realizzato un affresco rappresentante un’immagine della Madonna della Misericordia, dove compare la più antica veduta di Firenze, col battistero e la facciata incompleta di Santa Maria del Fiore. Nel 1386 i Capitani commissionarono inoltre a Niccolò Gerini e Ambrogio di Baldese un affresco con I Capitani della Misericordia che affidano a madri adottive fanciulli abbandonati, da collocare sul muro esterno come segno visibile della missione di accoglienza verso gli orfani e abbandonati.
Nel 1425 i capitani della Misericordia dovettero accogliere nella loro sede la Confraternita del Bigallo che, prossima al fallimento, non poteva rimanere nella propria sede di via dei Macci. Fu così che nacque una società tra le due Compagnie, la Societas Misericordie et Bigalli, con un nuovo stemma bipartito composto, da un lato, dalla croce rossa simbolo della Misericordia e, dall’altro, dl gallo simbolo del Bigallo. Con la fusione arrivarono nuove opere artistiche, come le sculture nelle nicchie, la tavola bifronte della sala dei Capitani e altro. Dopo un incendio nel 1442 il piano superiore della loggia venne ricostruito e rinnovato, con le eleganti bifore e i due affreschi ancora presenti (1444 circa).

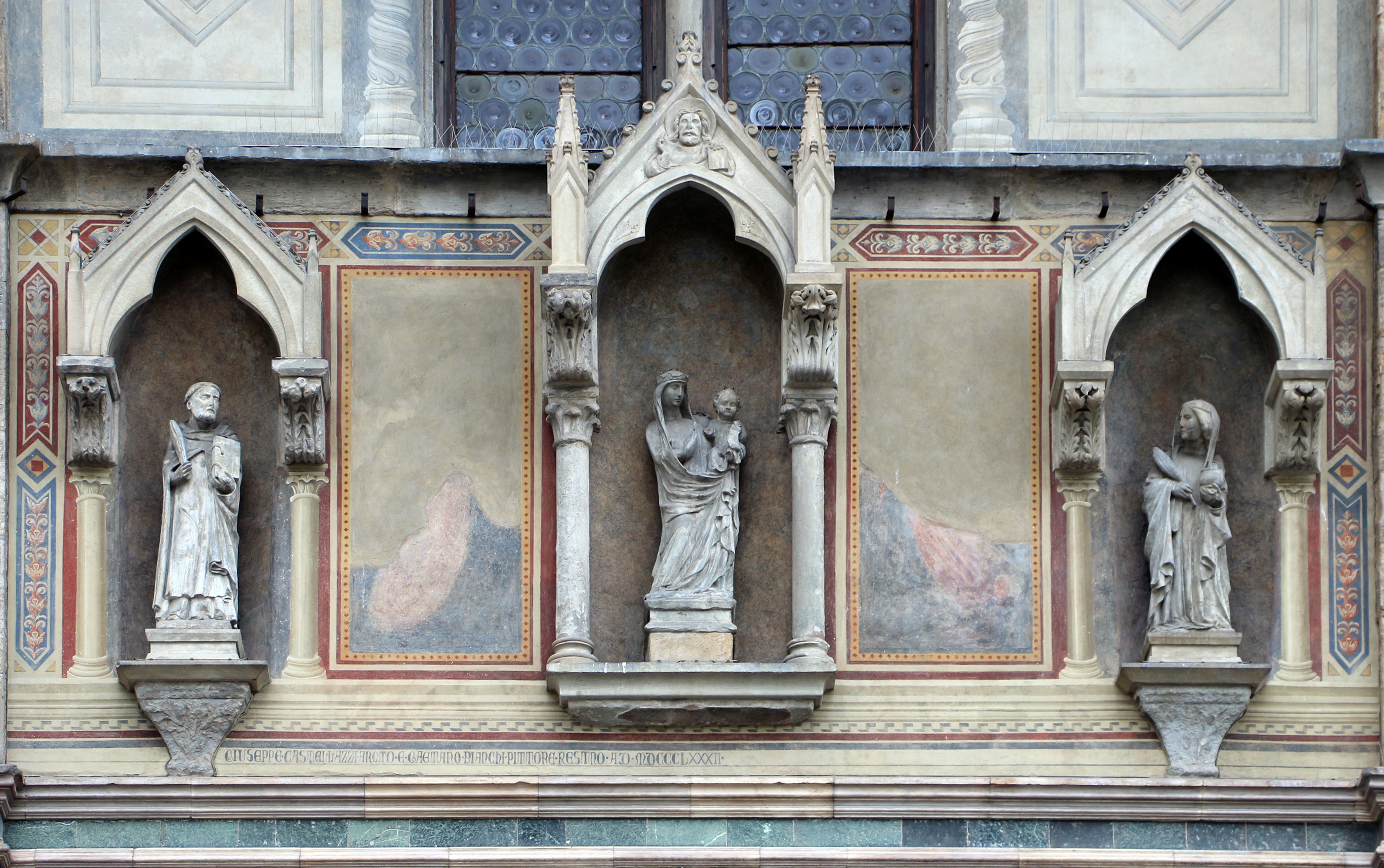
Sculture nelle nicchie della facciata

Nel 1489 le due compagnie si divisero e la Misericordia traslocò nelle vicinanze, prima nella chiesa di San Cristoforo degli Adimari, poi in un palazzo dall'altro lato di via Calzaiuoli. Intanto, dal 1525, la Compagnia del Bigallo divenne l'unica proprietaria della loggia e delle sue pertinenze, facendone il suo simbolo: qui si esponevano i fanciulli smarriti o abbandonati, di modo che ne fosse possibile il riconoscimento prima che la compagnia ne assumesse la tutela. 
Nel 1698 si tolsero le grate trecentesche e le arcate furono murate per aumentare lo spazio a disposizione dell'ospedale. Nel 1777 venne rifatta la facciata delle case della compagnia attigue alla loggia, operazione che comportò lo stacco degli affreschi di Niccolò Gerini e di Ambrogio di Baldese, purtroppo non senza subire gravi perdite, documentate da un acquerello dipinto poco prima della ristrutturazione. 
Nel 1865, su progetto dell'architetto Mariano Falcini, vennero riaperte le arcate e le bifore al primo piano. Al 1880-1882 si data un ulteriore intervento dovuto a Giuseppe Castellazzi (già al tempo aspramente criticato per i disinvolti rifacimenti e gli interventi d'invenzione) e al 1925 un restauro diretto dall'architetto Enrico Dante Fantappiè. Ulteriori opere di conservazione e restauro ai prospetti esterni sono documentate nel 1953 e ancora negli anni 1967-1968 (a seguito dei danni provocati dall'alluvione del 1966), proseguite per quanto riguarda gli spazi interni almeno fino al 1970, e, più recentemente, nel 2000. L'edificio, ancora oggi proprietà dell'Opera Pia del Bigallo, ospita al proprio interno, oltre a un infopoint turistico, un piccolo ma prezioso museo, con notevoli opere legate alla storia e all'attività della Compagnia, riunite nel 1904 da vari luoghi di pertinenza dell'Opera grazie a Giovanni Poggi e quindi ordinate nel 1976 per le cure di Hanna Kiel. 
Esistono tuttora sia la Venerabile Arciconfraternita della Misericordia, che si occupa di assistenza con autoambulanze e della gestione di cimiteri, sia l'Opera Pia dell'Orfanotrofio del Bigallo, che si occupa di alloggi per donne anziane autosufficienti.

## Descrizione

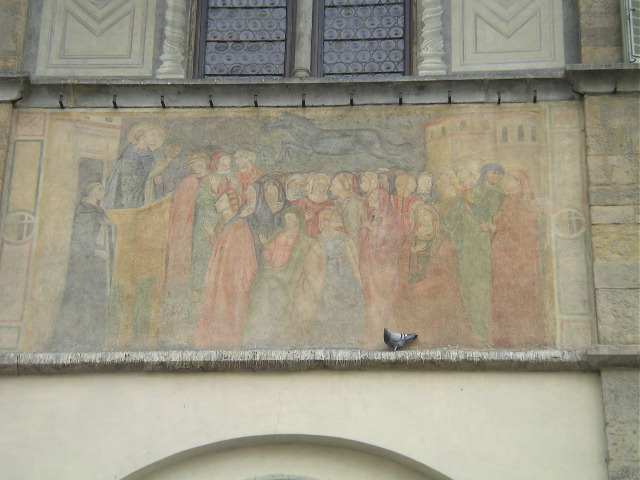
La Predicazione di San Pietro Martire a Firenze con il miracolo del cavallo infuriato, affresco sulla facciata

### La loggia
La loggia si presenta caratterizzata da ampie arcate divise tra loro da pilastri di pietra che proseguono anche nella parte superiore della facciata, fino allo sporto di gronda di notevole aggetto, sorretto da mensoloni lignei intagliati. Delle arcate due, prive di decorazioni, sono murate, la terza (che comunica con un'altra aperta su via dei Calzaiuoli formando un angolo retto e che è fornita di cancelletti) è interamente rivestita di marmi policromi minutamente lavorati e adorni di figure (Profeti, Angeli, Virtù, Gesù Benedicente, Ecce Homo, Annunciazione), probabilmente opera di Ambrogio di Renzo (1353-1358). 
Da segnalare inoltre le elaborate 'graticole' che chiudevano la loggia, opera di Francesco Petrucci del 1358 ma sostituite nel 1860 (sempre di questo periodo sono i cancelletti in ferro battuto, opera di G. Masini). 
Ad arricchire la terza arcata in prossimità del canto sono, superiormente, tre tabernacoli ad edicola qui trasferiti nel 1425 dall'antica residenza della Compagnia del Bigallo presso Orsanmichele, che contengono statue marmoree della Madonna col Bambino, di San Pietro Martire e di Santa Lucia, già attribuite a Filippo di Cristofano ma prudenzialmente e più semplicemente da indicare come opera di un seguace di Nino Pisano (1395). 
Sempre all'altezza dei tabernacoli, nelle specchiature, sono avanzi, restaurati e ridipinti nell'Ottocento da Gaetano Bianchi al tempo dei lavori del Castellucci (una iscrizione al di sotto dei tabernacoli ne reca memoria), di due affreschi del 1444 circa, con Storie di san Pietro Martire, di Ventura di Moro e Rossello di Jacopo Franchi (fatti oggetto di stacco e quindi di restauro nel 2000). 
La parte superiore è segnata da tre finestre bifore (un'altra sul fronte di via dei Calzaiuoli). Nell'arcata centrale murata è una porticina sormontata da una lunetta contenente una Madonna col Bambino di Alberto Arnoldi (1361).

### Il palazzo

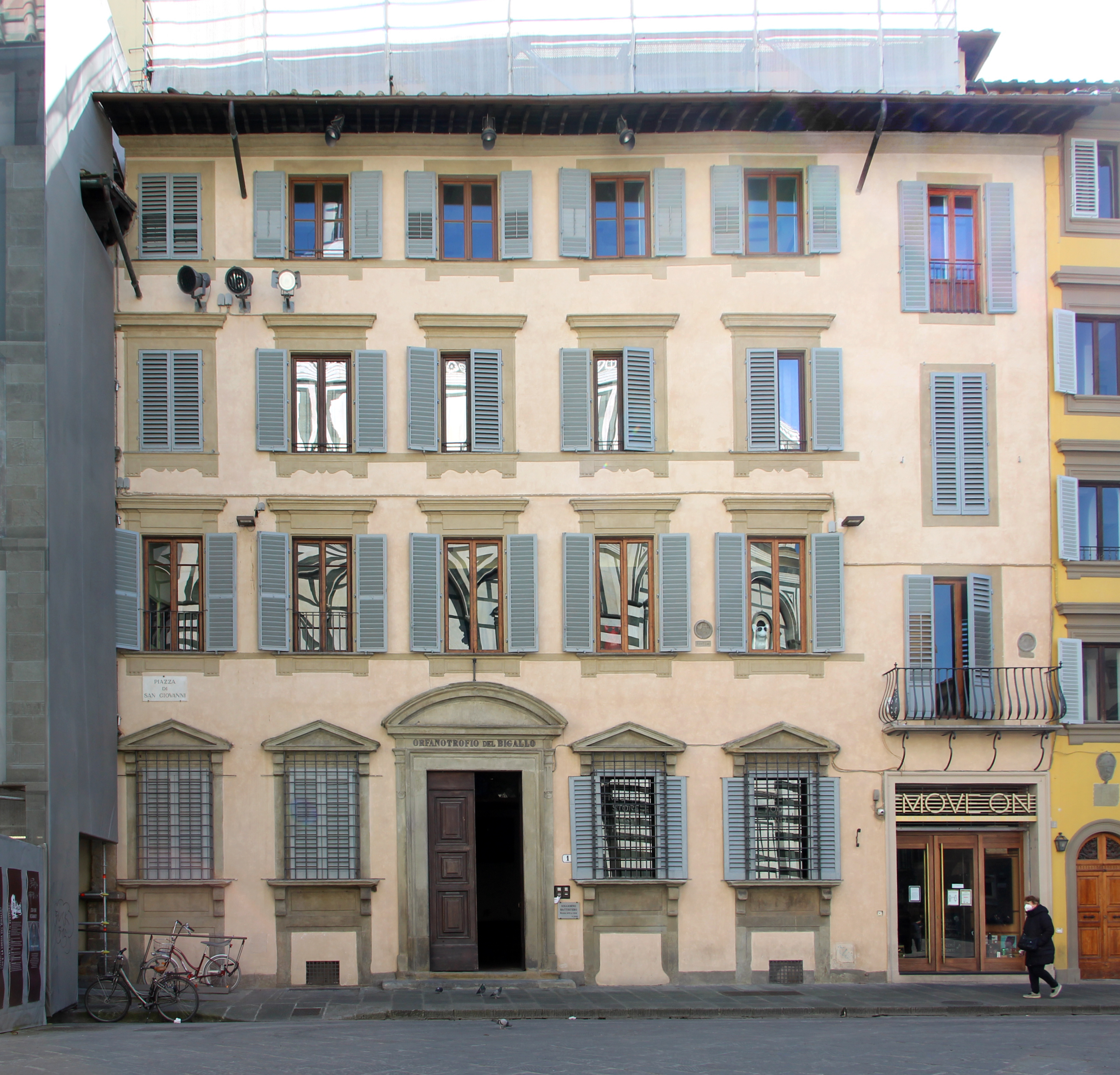
Il palazzo dell'Orfanotrofio del Bigallo

A destra della loggia si trova l'antico palazzo dell'orfanotrofio. Era qui in antico una casa della famiglia Infangati acquistata nel 1322 dai Capitani di Santa Maria del Bigallo per farne la propria sede, poi ampliata con altre case poste verso la piazza di San Cristofano degli Adimari, destinate ai lavoratori della stessa Compagnia. Nell'edificio risiedettero anche i Capitani della Misericordia, quando furono uniti nella stessa istituzione. Attualmente l'edificio si presenta al pari di una qualsiasi residenza civile, con il fronte di quattro piani per cinque assi, frutto di una riduzione operata nel Settecento su progetto di Paolo Piccardi (1777), a dare unitarietà alle case preesistenti. 
Sull'architrave dell'ingresso è la scritta «Orfanotrofio del Bigallo». A destra dell'ingresso, al primo piano, è una rotella di pietra inclusa in una ghirlanda, che presenta i due stemmi dei Capitani del Bigallo e della Misericordia (un ulteriore pietrino, oramai eroso, si trova sul limitare destro del fronte). Dall'androne una porta immette in diretta comunicazione con la Sala dei Capitani, ora sala del Museo del Bigallo. L'edificio ospita, tra l'altro, una struttura ricettiva. La facciata è stato oggetto di un intervento di ripristino nel 2018.
Sul retro, all'angolo tra il vicolo e la piazza degli Adimari, è presente un pietrino a rotella con le insegne congiunte della Bigallo-Misericordia e, lungo il fronte su un finestrone e di lato a un ingresso, due scudi decisamente erosi, con un'arme partita probabilmente dello stesso tipo.

### Il Museo del Bigallo

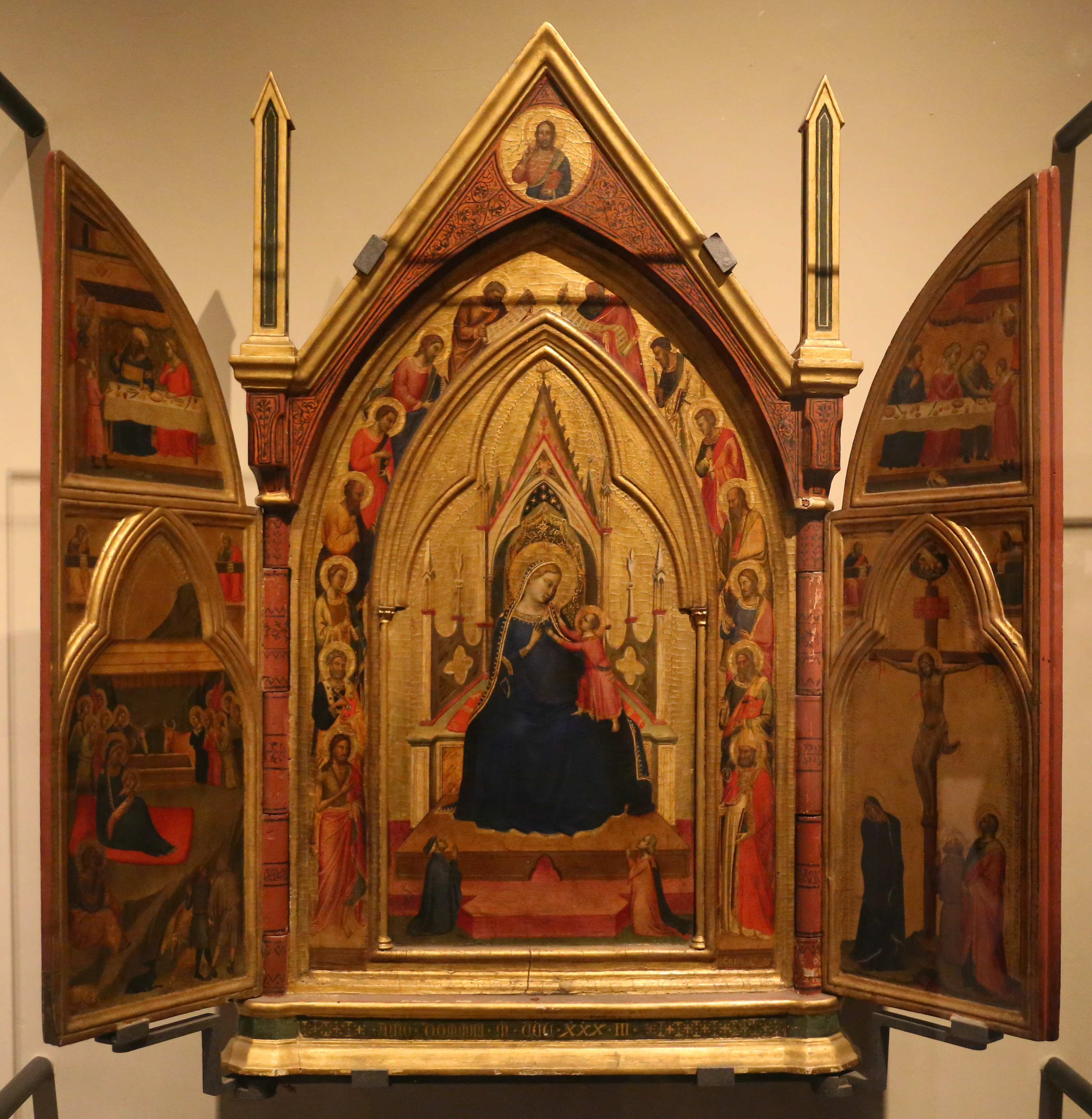
Trittico di Bernardo Daddi

Le opere esposte, tutte un tempo di proprietà della compagnia e pervenute sia per commissione diretta, sia per le soppressioni e accorpamenti di altri piccoli ospedali fiorentini, o tramite donazioni, furono disperse con il tempo, ma la piccola raccolta fu ricomposta nel 1904 e riordinata nel 1976. L'esposizione si articola in tre sale.
Nella prima, confinante con la loggia, si trova un interessante Crocifisso del cosiddetto Maestro del Bigallo (1235-1255 circa), oggi collocato al centro di affreschi staccati dalla parete dell'altare, opera della bottega di Nardo di Cione, dove si riconoscono in alto Cristo tra due angeli (1364, se ne conserva anche la sinopia). Attribuita al Maestro della Maddalena Johnson (cerchia di Lorenzo di Credi) è il tondo con la Madonna con Bambino, San Giovannino e due angeli (1490 circa), posto vicino ad un altro tondo di Jacopo del Sellaio con Madonna con Bambino, due angeli, San Pietro Martire e Tobia (1480 circa).
Il grande altare sulla parete di fondo era l'altare dell'antico oratorio: vi si trovano le tre grandi sculture di Alberto Arnoldi (Madonna col Bambino, post 1351, e due Angeli reggicandelabro), incorniciati da un tabernacolo dorato e intagliato con tre nicchie e gli stemmi del Bigallo e della Misericordia uniti, opera di Noferi di Antonio Noferi (prima metà del XVI secolo), dove nella predella sono conservate tre pitture su tavola di Ridolfo del Ghirlandaio (Morte di San Pietro martire, Madonna della Misericordia, Natività e Fuga in Egitto e Tobia e Tobiolo sotterrano un morto davanti al Bigallo, 1515). Attribuita a Alberto Arnoldi è anche la più piccola Madonna col Bambino sulla parete verso nord.

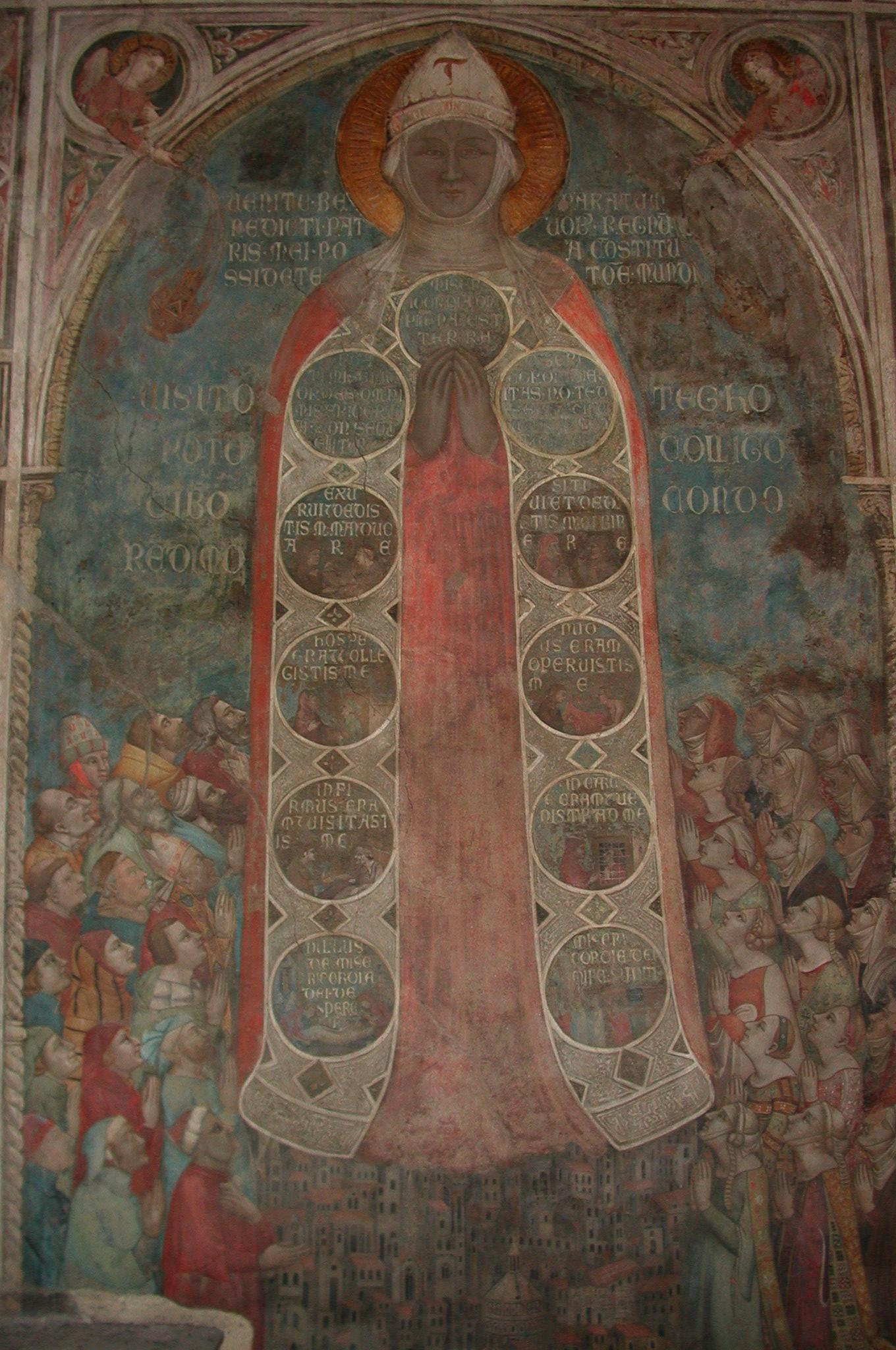
La Madonna della Misericordia

Nella piccola sala successiva sono conservati due opere di grande pregio della pittura gotica e tardogotica: il Trittico portatile di Bernardo Daddi (Madonna con Bambino e santi, Natività, Crocefissione, San Nicola salva Adeodato e San Nicola rende Adeodato ai genitori, 1333) e la Madonna dell'Umiltà con due angeli di Domenico di Michelino. Altre opere sono alcune tavole di Madonne col Bambino (una attribuita al Maestro Esiguo post 1450, una al Maestro di San Miniato, 1471 circa, una della bottega di Mariotto di Nardo, post 1400, una in terracotta policroma della bottega di Lorenzo Ghiberti).
Nell'ultima sala spicca il grande affresco della Madonna della Misericordia. La complessa opera, attribuita alla cerchia di Bernardo Daddi, contiene la fondamentale e citatissima testimonianza dell'aspetto della città nel primo XIV secolo ai piedi della Vergine, o forse da interpretare come una figura allegorica per via della mitria vescovile (forse la Sacerdotissa justitiae). Questa figura è pregata da due schiere di piccole figure ai due lati, e undici tondi si aprono sul suo mantello e rappresentano le Opere di Misericordia; le parole scritte attorno alla donna (visito, poto, cibo, redimo, tego, colligo e condo) si riferiscono pure alle azioni che la Compagnie esegue in città a suo nome, cioè vestire chi è in bisogno, dare da mangiare e da bere, riscattare i prigionieri, offrire un tetto a chi lo necessita, eccetera.
Sono esposti qui anche gli affreschi staccati dalla vecchia facciata dello Spedale di Niccolò Gerini e Ambrogio di Baldese (1386), oltre ai dodici episodi della vita di Tobia, di anonimo autore fiorentino della seconda metà del Trecento. Tra le tavole pittoriche una Madonna col Bambino della scuola di Botticelli e una tavola cuspidata bifronte della cerchia dell'Orcagna o dei suoi fratelli. Più tarde sono le due tele di Carlo Portelli con la Carità e la Madonna assunta con in gloria con due orfanelli (1570 circa). Tra le sculture si segnala lo stemma degli Altoviti tra due cherubini, già piedistallo, attribuito a Desiderio da Settignano (1463 circa). Sono inoltre esposti opere in ceramica e terracotta, antichi libri d'archivio e arredi delle due confraternite.

## Bibliografia

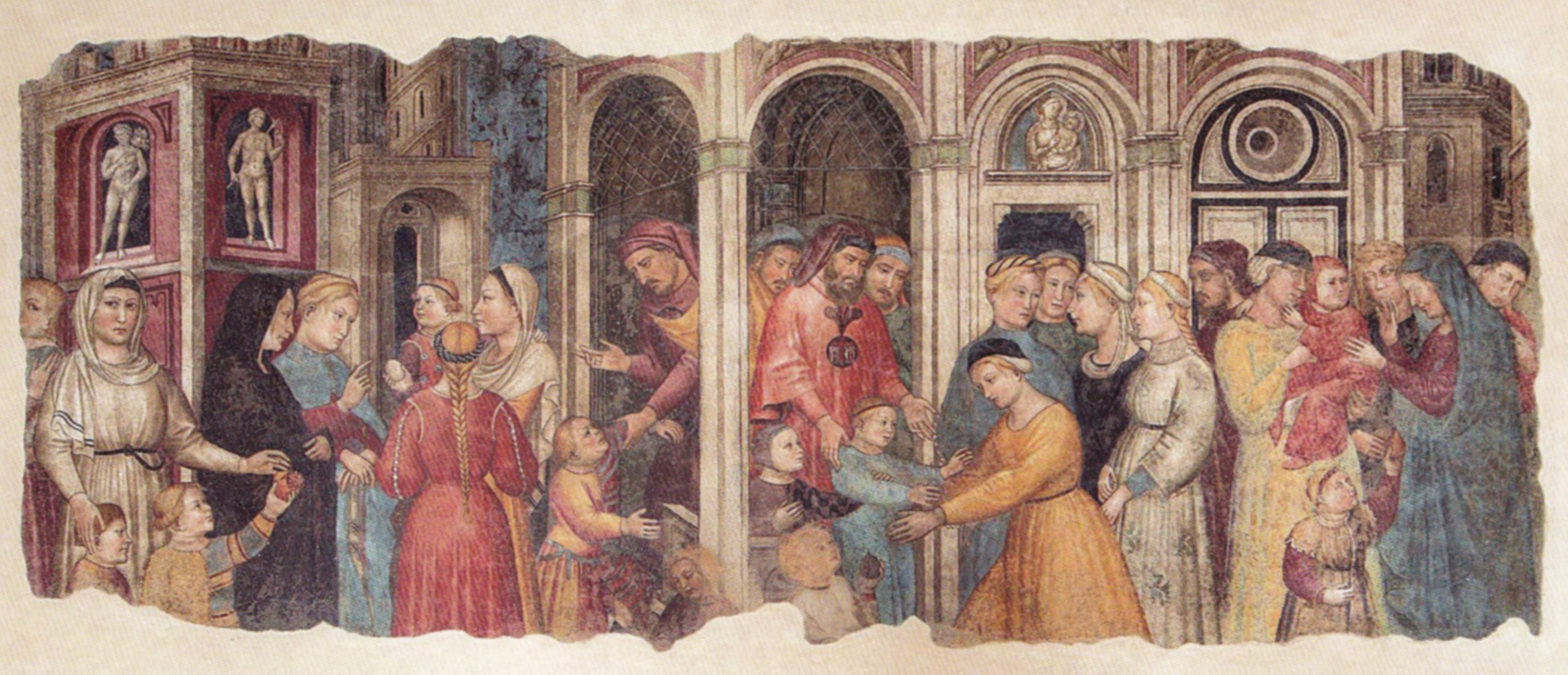
Niccolò Gerini e Ambrogio di Baldese, I Capitani della Misericordia conducono gli orfani alle madri affidatarie, 1386

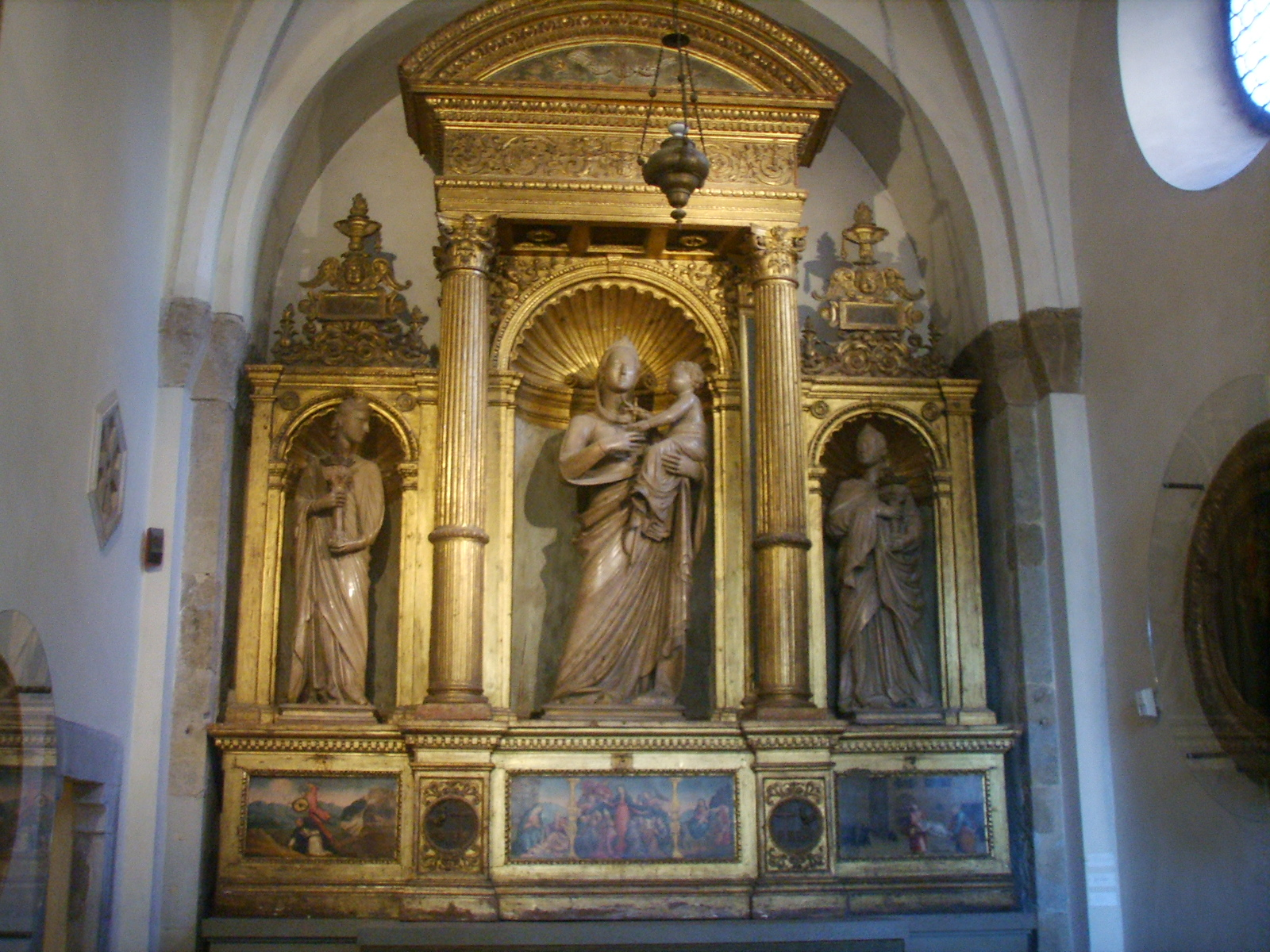
Altare del Bigallo di Noferi d'Antonio (1513), con sculture di Alberto Arnoldi (1359-1364) e predella di Ridolfo del Ghirlandaio (1515)

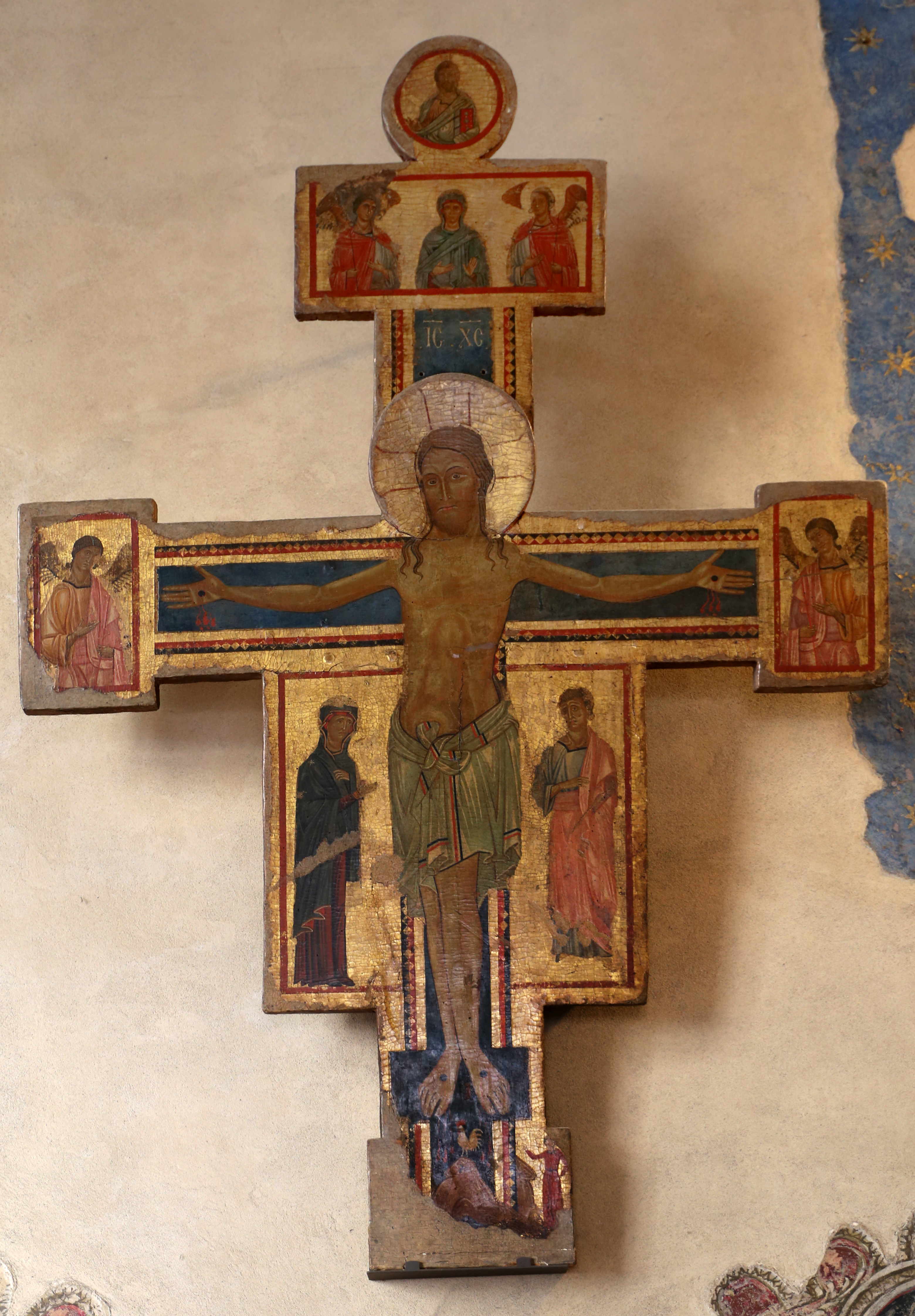
Maestro del Bigallo, Crocifisso con angeli e i dolenti, 1230-35 ca.

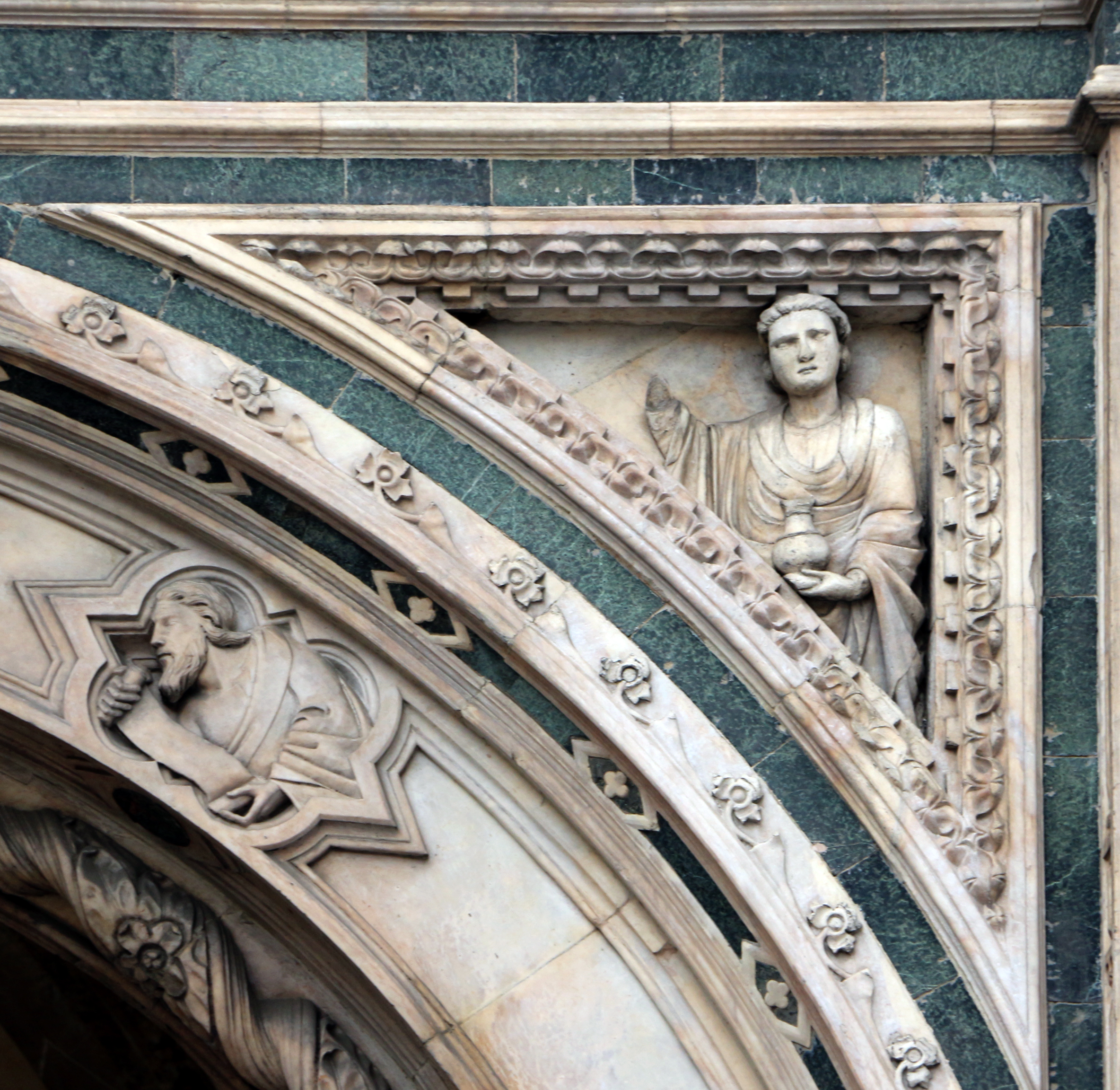
Decorazione delle arcate della loggia, Temperanza